# يان جنكينز
يان جنكينز (بالإنجليزية: Ian Jenkins)‏ هو سياسي بريطاني، ولد في 1941 في المملكة المتحدة. حزبياً، نشط في Scottish Liberal Democrats ‏ والديمقراطيون الليبراليون. في الانتخابات النيابية العمومية الاسكتلندية 1999 ‏، انتخب عضو البرلمان الاسكتلندي الأول ‏ عن دائرة Tweeddale, Ettrick and Lauderdale (Scottish Parliament constituency) ‏ وقد انضم خلال فترته النيابية ‏ (6 مايو 1999 – 31 مارس 2003)  للكتلة البرلمانية Scottish Liberal Democrats ‏.